# 切削工具材質
切削工具材質（せっさくこうぐざいしつ）では、切削工具の材質を挙げる。

## 母材
- ダイヤモンド
  - 天然ダイヤモンド
  - ダイヤモンド焼結体 （多結晶ダイヤモンド、PCD）
- 立方晶窒化ホウ素 （Cubic Boron Nitride 、CBN 、 CBN焼結体）
- セラミックス
  - 酸化アルミニウム （アルミナ Alumina 、Al2O3）
  - 窒化ケイ素 （シリコンナイトライド、Si3N4）
- サーメット
- 超硬合金
- 高速度鋼 （ハイス、High Speed Steel）
- 工具鋼

## 表面皮膜
- ダイヤモンド
- アルミナ
- ダイヤモンドライクカーボン （DLC）
- 窒化チタン （TiN）
- 炭化チタン （TiC）
- 炭窒化チタン （TiCN）
- チタンアルミナイトライド （TiAlN）
- アルミクロムナイトライド （AlCrN）